# The Town
The Town (Ciudad de ladrones en España y Atracción peligrosa en Hispanoamérica) es la segunda película dirigida y protagonizada por Ben Affleck, enmarcada en el género de acción y thriller dramático. Es una producción inspirada en el libro de Chuck Hogan El Príncipe de los Ladrones y cuyo estreno en septiembre de 2010 ha generado muy buenas críticas del medio especializado.

## Argumento
El preludio comienza con varias citas sobre un barrio de Boston llamado Charlestown que dejan entrever que este barrio siempre ha tenido generaciones de asaltantes de bancos en diferentes momentos.
El florista Fergie Colm (Pete Postlethwaite) lidera bajo coacción un grupo bastante ortodoxo de asaltantes de bancos cuyo sello hasta ahora ha sido no causar asesinatos, estos asaltan violentamente camiones blindados, repartidores de especies valoradas y bancos en Boston. El líder de la banda es Doug MacRay (Ben Affleck) quien junto al impulsivo Jem Coughlin (Jeremy Renner), el gordo Gloansy (Slain) y Desmond Elden (Owen Burke) van a por un banco en Cambridge, Boston, disfrazados de fantasmas calavéricos y en forma muy organizada cometen el robo intimidando a la gerente Claire Kessey (Rebecca Hall) para que abra la bóveda donde se apoderan de unos US$360.000.
Un empleado logra activar una alarma silenciosa y se ven obligados a tomar a la gerente como rehén en caso de que aparezca el grupo especial antiterrorista SWAT. Tras cambiar de vehículo la abandonan vendada y amarrada en una playa, pero antes le retienen su tarjeta de conducir diciéndole que si los delata volverán por ella.

Después del atraco, uno de los miembros de la banda Jem Coughlin, increpa a su líder por dejar viva a la gerente, ya que podría reconocer sus voces y sugiere asesinarla, pero MacRay se opone y convence al grupo de seguir sus movimientos y averiguar qué sabe Claire Kessey de ellos.

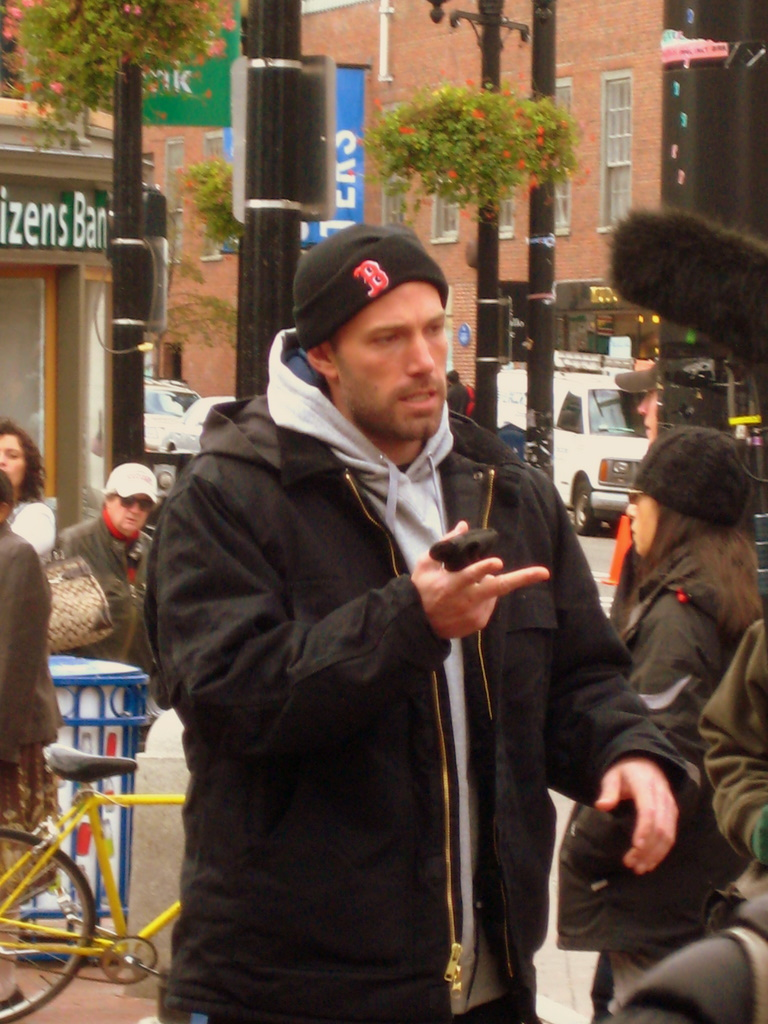
Ben Affleck como Doug MacRay.

Un agente del FBI, un verdadero perro "buscapresas", Adam Frawley (Jon Hamm) asedia a la gerente del banco y la hace seguir. Por otro lado, Doug MacRay logra entablar contacto con ella y se establece una amistad que pronto se dirige a un romance no planificado por MacRay.
Otro golpe se planea contra un camión blindado, y esta vez disfrazados con máscaras de monjas realizan el ataque pero algo sale mal, ya que le disparan al conductor del camión y se ven envueltos en una persecución policial de la que logran escapar.
Por otro lado, un error cometido por uno de los asaltantes en el atraco del banco de Cambridge al desactivar una cámara lleva al agente del FBI Frawley a rastrear a los atracadores y dar con ellos en calidad de sospechosos, pero sin pruebas concretas estos no se pueden arrestar, por tanto Frawley y sus hombres buscan esas pruebas.
El florista, líder intelectual de la banda, guarda además un gran secreto proveniente del pasado sobre Doug MacRay en relación con su padre Stephen MacRay (Chris Cooper), que está en prisión, y la muerte de su madre.
La relación entre Doug MacRay y Claire Kessey se consolida, pero ella hasta ahora ignora quién es Doug; y el oficial de policía Adam Frawley huele que esta situación conducirá a la detención de la banda. Además, presiona a Krista (Blake Lively) una exenamorada drogadicta de MacRay, y esta le revela lo suficiente para que el FBI rodee Fenway Park antes de que la banda pueda escapar de otro asalto. Al final, toda la banda muere, consiguiendo escapar solo con vida MacRay, que huye lejos de Claire y de la ciudad.

## Elenco
- Ben Affleck como Douglas "Doug" MacRay.
- Rebecca Hall como Claire Keesey.
- Jon Hamm como Agente especial del FBI Adam Frawley.
- Jeremy Renner como James "Jem" Coughlin.
- Blake Lively como Krista "Kris" Coughlin.
- Chris Cooper como Stephen MacRay.
- Pete Postlethwaite como Fergus "Fergie" Colm.
- Slaine como Albert "Gloansy" MacGloan.
- Owen Burke como Desmond "Dez" Elden.
- Titus Welliver como Agente Dino Ciampa.
- Dennis McLaughlin como Rusty.
- Brian Scannell como Henry.
- Isaac Bordoy como Alex Colazzo.
- Jack Neary como Arnold Washton.
- Edward O'Keefe como Morton Previt.
- Victor Garber como David.

## Versión extendida
Existe una versión extendida para DVD con 25 minutos más que la versión original.

## Premios

### Óscar
| Año  | Categoría              | persona       | Resultado |
| ---- | ---------------------- | ------------- | --------- |
| 2010 | Mejor actor de reparto | Jeremy Renner | Nominado  |

### Globos de Oro
| Año  | Categoría              | Persona       | Resultado |
| ---- | ---------------------- | ------------- | --------- |
| 2011 | Mejor actor de reparto | Jeremy Renner | Nominado  |

### BAFTA
| Año  | Categoría              | Persona            | Resultado |
| ---- | ---------------------- | ------------------ | --------- |
| 2011 | Mejor actor de reparto | Pete Postlethwaite | Nominado  |

### Premios del Sindicato de Actores
| Año  | Categoría              | persona       | Resultado |
| ---- | ---------------------- | ------------- | --------- |
| 2010 | Mejor actor de reparto | Jeremy Renner | Nominado  |